# マリー・デヴルー (1303-1335)
マリー・デヴルー（フランス語：Marie d'Évreux, 1303年 - 1335年10月31日）は、エヴルー伯ルイとマルグリット・ダルトワの長女。
マリーはブラバント公ジャン3世と結婚した。父方の祖母マリー・ド・ブラバンはアンリ3世の娘であり、ジャン3世とははとこの関係にあった。
マリーはエヴルー伯ルイとマルグリット・ダルトワの長子で、シャルル・デタンプ、ナバラ王フェリペ3世は弟、フランス王シャルル4世妃ジャンヌ・デヴルーは妹である。

## 結婚
マリーは父ルイとフランス王との和解の意思表示として1311年にブラバント公ジャン3世と結婚した。2人の間には6人の子女が生まれた。
- ジャンヌ（1322年 - 1406年）[1] - ブラバント女公
- マルグリット（1323年2月9日 - 1368年） - 1347年6月6日にサン＝カンタンでフランドル伯ルイ2世と結婚[1]
- マリー（1325年 - 1399年3月1日） - トゥルンハウト女領主。1347年7月1日にテルビュレンでゲルデルン公ライナルト3世と結婚[1]
- ジャン（1327年 - 1335/6年）
- アンリ（1349年10月29日没）
- ジョフロワ（1352年2月3日以降没）

マリーの長女ジャンヌは自身の権利としてブラバント女公となった。
マリーは1335年10月31日に死去した。